# Marian McPartland’s Piano Jazz with Guest Mary Lou Williams
Marian McPartland’s Piano Jazz with Guest Mary Lou Williams — альбом 1995 года, включающий в себя запись радиопрограммы Piano Jazz Мэриэн Макпартлэнд от 8 октября 1978 года с гостей Мэри Лу Уильямс. Это была первая запись цикла, хотя в эфир вышла она не первой по хронологии.

## Отзывы критиков
| Оценки критиков                            | Оценки критиков |
| Источник                                   | Оценка          |
| ------------------------------------------ | --------------- |
| AllMusic                                   | [ 3 ]           |
| The Encyclopedia of Popular Music          | [ 4 ]           |
| MusicHound Jazz: The Essential Album Guide | [ 5 ]           |
| The Rolling Stone Jazz & Blues Album Guide | [ 6 ]           |

Скотт Яноу в рецензии для AllMusic написал: «Этот компакт-диск содержит запись самого первого радиошоу Piano Jazz, и, хотя его интересно послушать один раз, повторного прослушивания оно не заслуживает. Мэриэн Макпартлэнд нервничает и постоянно перебивает Мэри Лу Уильямс, которая местами кажется довольно напряжённой. Уильямс неплохо играет (в основном в дуэтах с басистом Ронни Бойкинсом, к которым иногда присоединяется Макпартленд), но в целом этот альбом представляет собой скорее историческую диковинку. К счастью, Мэриэн Макпартлэнд быстро набиралась опыта в качестве ведущей, и большинство других компакт-дисков из этой ценной серии можно рекомендовать с большей уверенностью, чем этот дебютный альбом». Террелл Кент Холмс из All About Jazz отметил, что слушателя в альбоме ждёт нечто особенное: две легенды джаза и хорошие подруги выступают и говорят о том, что они любят.

## Список композиций
1. «Space Playing Blues» (Мэри Лу Уильямс) — 3:13
2. Conversation — 4:54
3. «Baby Man» (Джон Стабблфилд) — 4:16
4. Conversation — 0:25
5. «What’s Your Story, Morning Glory?» (Мэри Лу Уильямс) — 3:09
6. Conversation — 2:04
7. «Scratchin’ in the Gravel» (Мэри Лу Уильямс) — 3:08
8. Conversation — 3:13
9. «Medi No. 2» (Мэри Лу Уильямс) — 5:45
10. Conversation — 1:17
11. «Rosa Mae» (Грейси Глассмэн, Ларри Гейлс, Мэри Лу Уильямс) — 3:19
12. Conversation — 0:48
13. «Rosa Mae» (Грейси Глассмэн, Ларри Гейлс, Мэри Лу Уильямс) — 1:29
14. Conversation — 0:36
15. «Caravan» (Дюк Эллингтон, Ирвинг Миллс, Хуан Тизол) — 3:23
16. Conversation — 0:27
17. «I Can’t Get Started» (Айра Гершвин, Вернон Дюк) — 3:44
18. Conversation — 1:00
19. «The Jeep Is Jumpin’» (Дюк Эллингтон, Джонни Ходжес) — 3:36
20. Conversation — 0:54
21. «Exit Playing» (Мэри Лу Уильямс) — 3:30

## Участники записи
- Мэриэн Макпартлэнд — интервьюер, фортепиано (трек 21)
- Мэри Лу Уильямс — фортепиано, вокал (трек 12)
- Ронни Бойкинс[англ.] — басс (треки 1, 3, 5, 9, 11, 13, 15, 17, 19, 21)
- Джон Джелианс — звукорежиссёр
- Джордж Хорн — мастеринг
- Билл Секстон — пост-продакшн
- Дик Фиппс — продюсер

Все данные взяты из примечаний к альбому.